# Murad Šećeragić
Murad ef. Šećeragić (Prijepolje, 5. veljače 1882. – Sarajevo, 1979.), bošnjački je teolog i političar, nekadašnji naibu-reis, te muftija pribojski, niški, kumanovski, veleški i tetovski. Bio je šerijatski kadija u Štipu i Novom Pazaru, te vrhovni šerijatski kadija u Skoplju. Jedan od inicijatora osnivanja ZAVNOS-a, čiji je bio potpredsjednik sve do ukidanja.

## Životopis
Murad Šećeragić je 1882. godine u Prijepolju, od oca Abdulaha i majke Vezire. U rodnom mjestu je završio Mekteb-ibtidaijju i ruždiju, nakon čega je primljen za pripravnika u Prvostupanski sud. Poslije je postavljen za pisara u istom sudu, da bi 1909. godine bio imenovan tajnikom šerijatskog suda u Prijepolju. Na tom mjestu je radio do Prvog balkanskog rata, kada je mobilisan u osmansku vojsku kao rezervni oficir u rangu ađutanta-zapovjednik bojne. Njegov vojni rok je trajao svega petnaest dana i to u intedantskoj službi u Pljevljima. Tu je stekao čin rezervnog časnika. Pošto je bilo dopušteno da se s jedinicom prebjegne u Bosnu i Hercegovinu ili se demobilisan vrati kući, Šećeragić je izabrao drugu mogućnost. Tako je doživio ulazak srbijanske vojske u Prijepolje, pod komandom pukovnika Milivoja Anđelkovića. Našao se u delegaciji sastavljenoj od Bošnjaka i Srba, koja je posjetila tog pukovnika da bi ga obavijestila o stanju građana u gradu i okolini, te čula šta će poručiti narodu preko nje.
Nakon Prvog balkanskog rata otputovao je na studije u Istanbul. Stekao je zvanje šerijatskog suca, pa je ubrzo bio postavljen za kadiju u Turhalu, okrug Tokat, u oblasti Sivas. U zvanju kadije u Turhalu Šećeragić se bavio poslovima suzbijanja drumskih razbojnika, realizacijom programa Crvenog polumjeseca i podizanjem škola.
Kada je napustio Tursku ožujka 1914. godine, u Bukureštu je zaključen mirovni ugovor između zaraćenih balkanskih država s jedne i Osmanskog Carstva s druge strane. Rješenjem Vrhovnog muftijstva u Nišu postavljen je za pribojskog muftiju nekoliko mjeseci prije početka Prvog svjetskog rata. Na tom mjestu je ostao do 1. svibnja 1915. godine, kada je za premješten muftiju u Nišu, gdje je ostao do travnja 1919. godine. Za kumanovskog okružnog muftiju imenovan je rješenjem ministra vjera u Beogradu 1924. godine. Kada su 1925. godine niški muslimani došli u konflikt sa tadašnjim muftijom, preko tadašnjeg predsjednika Vlade Nikole Uzunovića, izdejstvovali su da na mjesto njihovog dotadašnjeg muftije postavi Šećeragića. Niški okrug je uglavnom obuhvatao užu Srbiju, u kojoj je Šećeragić upoznao narod kako u sudu tako i u životnoj praksi – na putovanjima, u susretima, u gostima, na banketima.
Na preporuku Nikole Uzunovića 1927. godine premješten je za okružnog muftiju u Velesu. Kako je u tom gradu, u to vrijeme harala tropska malarija, od koje su se Šećeragić i cijela njegova obitelj zarazili, bio je prisiljen da traži premještaj. Također, u istom su razdoblju građani Tetova od ministra vjera tražili da se Šećeragić postavi za tetovskog muftiju. To se odobrilo, pa rujna 1928. godine Šećeragić biva postavljen na tu dužnost. Organizirao je muftijstvo, svu administraciju uspostavio na službenom jeziku. Na osnovu odluke Kasacionog suda u Beogradu da se dodjeljuje u nadležnost muftijstvima da vrše ostavinski postupak zaostavština muslimana i rješavaju po masama maloljetnika, oko 1.000 takvih predmeta preuzeo je od dotičnog suda i ubrzao njihovo rješavanje. Osim toga, organizirao je kurs službenog jezika za 26 džematskih imama, koji nisu znali voditi matične knjige, te uspostavio imamski ured sa pisarom koga su oni plaćali od svog dodatka iz državne kase.
Kada je 1930. godine donijet zakon o osnivanju šerijatskih sudova i o šerijatskim sucima, Murad ef. Šećeragić je kraljevim ukazom postavljen za sreskog šerijatskog kadiju u Tetovu. Međutim, muslimani okupljeni oko Dr. Džafera Sulejmanovića, senatora i Srbi predvođeni Markom Petrovićem, narodnim poslanikom, uspjeli su da kod predsjednika vlade 1932. godine izdejstvuju njegov premještaj u Štip za sreskog šerijatskog sudiju. Iako nije objavio dan svoga odlaska građani su u ogromnom broju došli da ga isprate i na taj način izraze svoju zahvalnost za njegova nastojanja da im pomogne u izvlačenju iz vjerske učmalosti i kulturne zaostalosti.
U Štipu je stupio na dužnost sreskog šerijatskog suca 1932. godine. Na želju i molbu građana Novog Pazara prihvatio je premještaj u taj grad, koji je dobio 1936. godine, za sreskog šerijatskog suca. Seleći se za Novi Pazar, ogroman broj građana sa suznim očima ispratili su ga do željezničke stanice a Sreten M. Čočić, tadašnji predsjednik Prvostupanjskog suda u Štipu skladao je i pjesmu posvećenu njegovom službovanju u tom kraju. Između dva rata, Šećeragić je bio aktivan i u kulturnom životu, kao član i funkcioner Kulturno-prosvjetnog društva Gajret.
Godine 1938. Šećeragić je unaprijeđen u rang Vrhovnog šerijatskog kadije pri Apelacionom sudu u Skoplju (jedan od dva suda u zemlji). Nakon tri godine službovanja nastupio je Drugi svjetski rat. U Prijepolje se iz Skoplja preselio svibnja 1941. godine. Godine 1943. na prostoru čitovog Sandžaka dolazi do uspostavljana komande mjesta i organiziranosti narodnooslobodilačkih odbora. Tako je osnovan prvi Sreski narodnooslobodilački odbor u Prijepolju, s predsjednikom Sretenom Vukosavljevićem i potpredsjednikom Muradom ef. Šećeragićem. Uspostavljanjem narodne vlasti na širokom prostoru Sandžaka, narastanjem snaga narodnooslobodilačkog pokreta i otvaranjem povijesne perspektive naroda, stvoreni su uslovi za udaranje temelja narodnoj državnosti, pa je u tu svrhu osnovan Inicijativni odbor za sazivanje skupštine na kojoj bi se osnovalo Zemaljsko antifašističko vijeće narodnog oslobođenja Sandžaka (ZAVNOS). Šećeragić je tom prilikom izabran za potpredsjednika. Tu dužnost je obavljao od 1943. do 1945. godine.
U Predsjedništvo skupštine NR Srbije izabran je 1945. godine, za narodnog poslanika Narodne Skupštine FNR Jugoslavije u Vijeću naroda i za člana Ustavotvornog odbora. Rješenjem Predsjedništva vlade NR Srbije 1945. godine, kao bivši sudac iz Skoplja preuzet je u državnu službu i postavljen za službenika Predsjedništva vlade NR Srbije. Iste godine izabran je i za člana vjerske komisije Narodne skupštine Srbije. Predvodio je delegacije radi izgradnje ceste Dralica-Nova Varoš, koji povezuje Sandžak i Crnu Goru sa Srbijom. Također, predvodio je delegacije i povodom izgradnje ceste Prijepolje-Sjenica, te povodom izgradnje željezničke pruge kroz Sandžak. Također, brinuo je i o izgradnji bolnica i ljekarni, te postavljanju liječnika i ljekarnika na području Sandžaka.
Za naibu-reisa u Jugoslaviji Sabor Islamske zajednice je izabrao Šećeragića 1947. godine. Na mjestu zamjenika reis-ul-uleme ostao je do 1961. godine. Sa skupinom prvih hodočasnika iz Jugoslavije obavio je hadž 1950. godine. 
Preminuo je u Sarajevu 1979. godine, gdje je i ukopan. Dva puta se ženio i imao osmoro djece. Godine 2012. Bošnjačko nacionalno vijeće je u znak sjećanja na Murada ef. Šećeragiću, na zidu kuće u kojoj je stanovao u Prijepolju, postavilo spomen-ploču.

## Odlikovanja
- Orden bratstva i jedinstva I. reda

## Vanjske povezice
- Znameniti sandžački Bošnjaci: Murad ef. Šećeragić